# Enana de Crater 2
Cráter 2 es una galaxia enana descubierta orbitando la Vía Láctea, localizada a aproximadamente 380.000 al de la Tierra.
La galaxia tiene un radio medio-ligero de ∼1100 pc haciéndolo el cuarto satélite más grande de la Vía Láctea.